# Julius von Bailer
Julius Bailer, seit 1905 von Bailer (* 8. Februar 1853 in Stuttgart; † 12. Mai 1918 in Berlin) war ein württembergischer Generalmajor.

## Leben
Julius war ein Sohn von Nonus von Bailer und Marie Friederike. Seine Mutter war eine Tochter des Heidenheimer Stadtschultheiß Georg Jakob Heinrich Mack und Anna Maria Schüller. Der Großvater väterlicherseits hieß Johannes Bailer, die Großmutter Ursula Uhlmann. Bailer heiratete am 5. November 1884 in Stuttgart eine Frau namens Anna. Ihre Eltern waren Iwan Petrowitsch von Krustschoff und Anna Dimitriewa Saselzky.
Bailer trat 1871 in das Pionierbataillon Ulm der Württembergischen Armee ein und avancierte bis 1889 zum Hauptmann bei der 3. Ingenieur-Inspektion in Straßburg. Unter Colmar von der Goltz wurde er 1895 zum Adjutanten des Generalinspekteurs des Ingenieur- und Pionierkorps und der Festungen ernannt. Er gehörte als Inspekteur der 8. Festungs-Inspektion an und übernahm die Leitung von Festungsbauten, die insbesondere auf dem Isteiner Klotz entstanden. 
Als Oberstleutnant und Inspekteur der 8. Festungs-Inspektion wurde er am 25. Februar 1905 mit dem Ehrenkreuz des Ordens der Württembergischen Krone ausgezeichnet. Damit verbunden war die Erhebung in den persönlichen Adelsstand und er durfte sich nach der Eintragung in die Adelsmatrikel „von Bailer“ nennen.
In Genehmigung seines Abschiedsgesuches wurde Bailer am 15. Juni 1907 mit der gesetzlichen Pension und der Erlaubnis zum Tragen der Uniform des Pionier-Bataillons Nr. 13 zur Disposition gestellt. Er wechselte als Generalbevollmächtigter zu Wayss & Freytag in Neustadt-Hardt. Zwei Jahre später ging er nach Sankt Petersburg, wo Kanalisation und Trinkwasserversorgung entstanden. 1913 erhielt er den Charakter als Generalmajor. Während des Ersten Weltkriegs wurde er wiederverwendet und diente als General des Ingenieur- und Pionierkorps beim Generalgouvernement Belgien. In dieser Stellung zeichnete ihn König Wilhelm II. am 14. Juni 1915 mit dem Komturkreuz des Ordens der Württembergischen Krone mit Schwertern aus.
In Belgien schrieb er eine Denkschrift über den Wert neuzeitlicher Festungsbauten. Die TH Stuttgart promovierte ihn aufgrund des Werkes ehrenhalber zum Dr. Ing. Im Dezember 1915 wurde er zum Geschäftsführer des Jungdeutschland-Bundes ernannt.